# غراهام كلارك (عالم آثار)
السير جون غراهام دوغلاس كلارك، الحاصل على رتبة الإمبراطورية البريطانية وزمالة الأكاديمية البريطانية وزمالة جمعية لندن لخبراء الآثار (28 يوليو 1907 - 12 سبتمبر 1995)، والذي نشر أعماله غالبًا باسم جاي. جي. دي. كلارك، كان عالم آثار بريطاني متخصص في دراسة أوروبا في العصر الحجري المتوسط والاقتصاد القديم. أمضى معظم حياته المهنية في العمل في جامعة كامبريدج، حيث تعين بروفيسورًا في علم الآثار بدرجة ديزني من عام 1952 حتى عام 1974 ورئيس كلية بيترهاوس من عام 1973 حتى عام 1980.
وُلد كلارك في مقاطعة كنت لعائلة من الطبقة المتوسطة العليا، وأظهر اهتمامًا مبكرًا بعلم الآثار من خلال مجموعته من أدوات الصوان التي تعود إلى عصور ما قبل التاريخ. بعد دراسته في كلية مارلبورو، انتقل إلى بيترهاوس في جامعة كامبريدج، حيث حصل على درجتي البكالوريوس ثم الدكتوراه. بالنسبة للأخيرة، كتب أطروحة ونشر دراسة تركز على بريطانيا في العصر الحجري المتوسط. في عام 1932، شارك في تأسيس لجنة أبحاث فنلاند، والتي من خلالها عمل في حفر العديد من مواقع ما قبل التاريخ في فنلاند شرق أنجليا. كان أيضًا عضوًا بارزًا في جمعية ما قبل التاريخ في شرق أنجليا ولعب دورًا أساسيًا في تحويلها إلى جمعية ما قبل التاريخ في عام 1935. وعمل محررًا لدوريتها الأكاديمية، بروسيدينغز أوف ذا بريهيستوريك سوسايتي، من عام 1933 حتى عام 1970.
خلال الحرب العالمية الثانية، تم تجنيد كلارك في محمية سلاح الجو الملكي التطوعي. مكث في بريطانيا، وعمل في الاستطلاع الجوي، وكتب مزيدًا من المقالات البحثية الأثرية في أوقات فراغه. بعد الحرب، عاد إلى جامعة كامبريدج حيث عمل محاضرًا متفرغًا. على مدار الأعوام 1949 و1950 و1951، عمل في الحفريات في موقع مستوطنة العصر الحجري المتوسط الهامة، ستار كار في شمال يوركشاير. شملت أعمال الحفريات الأخرى التي أجريت تحت إدارته تلك الخاصة بمستوطنة العصر الحديدي، ميكلمور هيل في نورفك، وموقع العصر الحجري الحديث، هيرست فين في سوفولك. في عام 1951، تعين زميلًا في الأكاديمية البريطانية، وفي عام 1952، تعين برتبة ديزني في كامبريدج، وفي عام 1959، انتُخب رئيسًا لجمعية ما قبل التاريخ. في وقت لاحق من حياته، سافر حول العالم على نطاق أوسع، كأستاذ زائر غالبًا. في هذه السنوات، كتب أيضًا بشكل مكثف، رغم أن كتاباته تلقت إشادات أضعف من أعماله السابقة.
لم يكن كلارك شخصية مشهورة بين مجتمع علم الآثار البريطاني، إذ اعتُبر شخصًا منافسًا ويتوق إلى الشهرة. مع ذلك، كان يُنظر إليه على أنه أحد أهم مؤرخي ما قبل التاريخ في جيله. عُرف بشكل خاص لتركيزه على استكشاف الاقتصاديات والظروف البيئية لأوروبا ما قبل التاريخ. حصد عددًا من الجوائز في مسيرته المهنية، بما في ذلك جائزة إيراسموس الهولندية ووسام فارس بريطاني، وكُتبت سيرة ذاتية له بعد وفاته من قبل براين فاغان.

## سيرته الذاتية

### بدايات حياته: 1907-1927
ولد جون غراهام دوغلاس كلارك في 28 يوليو عام 1907. كان الابن الأكبر لمود إثيل غراهام كلارك (اسمها عند الولادة شو) وتشارلز دوغلاس كلارك، وكان الأخير سمسارًا للبورصة وضابطًا احتياطيًا في الجيش البريطاني. كانت الأسرة من الطبقة المتوسطة العليا، وثرية إلى حد ما. كانوا يعيشون في قرية شورتلاند، بالقرب من بروملي في ويست كنت. عند اندلاع الحرب العالمية الأولى، انضم تشارلز كلارك إلى فوج ويست كنت وأُرسل للقتال في الخارج. نجا من الحرب، لكن أثناء عودته إلى بريطانيا عام 1919، أُصيب بوباء الإنفلونزا وتوفي في منتصف الرحلة. نشأ غراهام كلارك دون أب، وترّبى على يد والدته وعمه الذي كان يكن له مودة كبرى. وفقًا للأدلة المتوفرة، كانت طفولة كلارك سعيدة. انتقلت عائلته إلى سيفورد، وهي بلدة ساحلية على حافة ساسكس داون، حيث نما اهتمام كلارك الشاب بأدوات الصوان التي تعود إلى عصور ما قبل التاريخ، والتي جمعها في داونز.
في عام 1921، بدأ كلارك دراسته في كلية مارلبورو في ويلتشاير، حيث انضم إلى جمعية التاريخ الطبيعي في الكلية. بصرف النظر عن اهتمامه بأدوات ما قبل التاريخ -والتي أكسبته لقب «الأحجار والعظام» في الكلية- كان مفتونًا أيضًا بالفراشات والعث التي يمكن العثور عليها في ويلتشاير. خلال فترة وجوده في الكلية، زار موقع الحفريات الأثرية في ويندميل هيل الذي يديره ألكسندر كيلر، واشترك في الدورية الأثرية أنتيكويتي. نما اهتمامه بعلم الآثار بتشجيع محرر دورية أنتيكويتي، أوه. جي. إس. كروفورد، ونشر مقالات عن أدوات ما قبل التاريخ في تقارير جمعية التاريخ الطبيعي. بعد أن اطلع على الكثير من الأدبيات حول عصور ما قبل التاريخ، بما في ذلك كتاب فير غوردون تشايلد في عام 1925، فجر الحضارة الأوروبية، في سنته الأخيرة في مارلبورو، ألقى كلارك محاضرة حول «التقدم في عصور ما قبل التاريخ». بحلول الوقت الذي ترك فيه المدرسة، كان ملتزمًا بفكرة أن يصبح عالم آثار محترفًا. في هذه الفترة، كان معظم علماء الآثار في عصور ما قبل التاريخ هواة غير محترفين، وكانت أغلب وظائف علماء الآثار المتاحة آنذاك في المتاحف.

### دراسته الجامعية: 1927-1934
في عشرينيات القرن الماضي، كان هناك عدد قليل من الجامعات البريطانية التي أعطت دورات في عصور ما قبل التاريخ أو علم الآثار. إحداها كانت جامعة أكسفورد، لكن كلارك لم ينجح في الحصول على منحة للدراسة في كلية سانت جون، أوكسفورد. انتقل إلى جامعة كامبريدج، وتقدم بطلب الانضمام إلى بيترهاوس، ورغم رفض حصوله على منحة دراسية هناك أيضًا، اعترفوا به باعتباره «متقاعدًا»، أو طالبًا مسؤولًا عن مصاريفه الدراسية. بدأ دراسته الجامعية في عام 1927، وخلال العامين الأولين، تقدم إلى امتحان درجة الشرف. حضر محاضرات من قبل المؤرخين الاقتصاديين مثل مايكل بوستان، والتي كان لها أثر كبير على نهجه الأثري اللاحق لاقتصاديات مجتمعات ما قبل التاريخ. خلال هذه السنوات، واصل بحثه في علم الآثار بشكل مستقل، وكتب مقالات عن الأدوات الحجرية التي تعود إلى عصور ما قبل التاريخ والتي نُشرت في دوريتي ساسكس أركيولوجيكال كوليكشنز وبروسيدينغز أوف ذا بريهيستوريك سوسايتي أوف إيست أنجليا.
في عام 1928، بدأ كلارك دراسته في علم الآثار، والتي أصبحت تدرس آنذاك بالإضافة إلى علم الإنسان الفيزيائي وعلم الإنسان الاجتماعي في قسم علم الإنسان بالجامعة. كان القسم واقعًا تحت إدارة البروفيسور إليس مينز -الذي ألهمت أفكاره كلارك- بينما كان مايلز بوركيت هو المسؤول عن تنظيم منهج علم الآثار، وهو محاضر خاص غير مدفوع الأجر. قدم كلارك لنفسه أسسًا واسعة النطاق في علم الآثار، وحضر المحاضرات التي ألقاها علماء الآثار مثل غيرترود كاتون طومسون ودوروثي غارود وليونارد وولي وتشيلد. رغم أن منهج كامبريدج لم يوفر فرصًا للعمل في الحفريات، ساعد كلارك عالم الآثار غير المحترف إليوت كوروين أثناء الحفريات التي أجراها في معسكر وايتهوك للعصر الحجري الحديث بالقرب من برايتون ثم حصن ذا تراندل، وهما عبارة عن حصن تلال من العصر الحديدي وسياج طرق من العصر الحجري الحديث بالقرب من مدينة تشيتشستر. هناك، أصبح صديقًا لاثنين من زملائه الحفارين، ستيوارت بيغوت وتشارلز فيليبس، اللذين أصبحا صديقيه مدى الحياة. بالإضافة إلى ذلك، زار عددًا من حفريات مورتيمر ويلر، رغم أنه لم يعمل بها أبدًا. تخرج كلارك عام 1930 بدرجة امتياز مع مرتبة الشرف الأولى.